# Clemensia incerta
Clemensia incerta là một loài bướm đêm thuộc phân họ Arctiinae, họ Erebidae.